# Момберчеллі
Момберчеллі (італ. Mombercelli) — муніципалітет в Італії, у регіоні П'ємонт,  провінція Асті.
Момберчеллі розташоване на відстані близько 470 км на північний захід від Рима, 55 км на південний схід від Турина, 12 км на південний схід від Асті.
Населення — 2299 осіб (2014).
Щорічний фестиваль відбувається 3 лютого. Покровитель — святий Власій.

## Демографія
Населення за роками:

Станом на 1 січня 2023 року в муніципалітеті офіційно проживало 268 іноземців з 29 країн, серед них 130 громадян країн Євросоюзу та 6 громадян України.

## Сусідні муніципалітети
- Бельвельйо
- Кастельнуово-Кальчеа
- Монтальдо-Скарампі
- Монтегроссо-д'Асті
- Рокка-д'Араццо
- Роккетта-Танаро
- Вінкьо